# Monts-de-Randon
Monts-de-Randon es una comuna nueva francesa situada en el departamento de Lozère, de la región de Occitania.

## Historia
Fue creada el 1 de enero de 2019, en aplicación de una resolución del prefecto de Lozère de 28 de noviembre de 2018 con la unión de las comunas de Estables, La Villedieu, Rieutort-de-Randon, Saint-Amans y Servières, pasando a estar el ayuntamiento en la antigua comuna de Rieutort-de-Randon.

## Demografía
Según los datos aportados en la resolución del prefecto de Lozère, la comuna se crea con 1323 habitantes.

## Composición
| Comuna fusionada   | Código INSEE | Población (2016) | Superficie (km²) | Densidad (hab./km²) |
| ------------------ | ------------ | ---------------- | ---------------- | ------------------- |
| Estables           | 48057        | 775              | 62.34            | 5                   |
| La Villedieu       | 48197        | 32               | 22.79            | 1.4                 |
| Rieutort-de-Randon | 48127        | 775              | 62.34            | 12                  |
| Saint-Amans        | 48133        | 151              | 9.98             | 15                  |
| Servières          | 48189        | 184              | 19.38            | 9.5                 |